# 法然上人絵伝

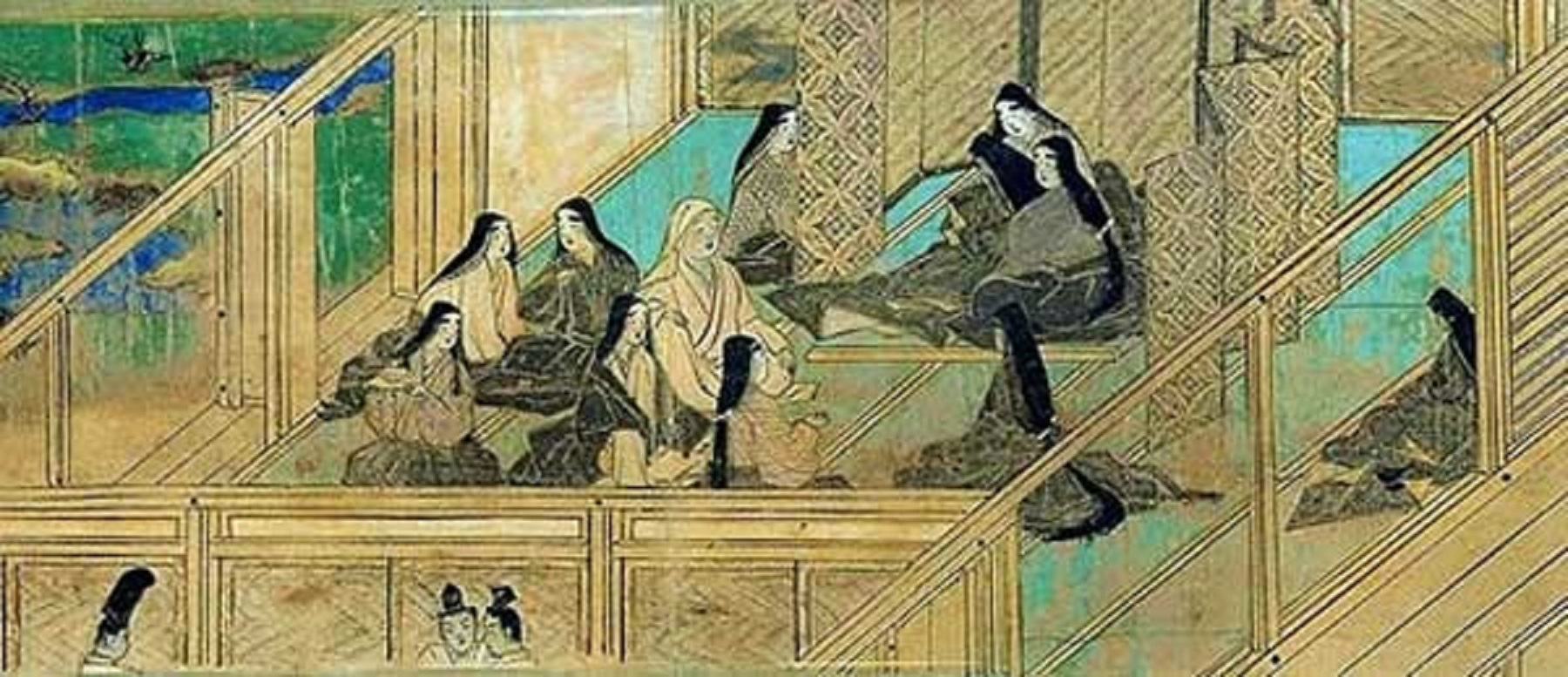
法然上人絵伝のうち巻一 第二段 法然は長承2年（1133年）4月7日、美作国久米南条の押令使・漆間時国の子として誕生した。画面は時国の館。奥の屏風で囲われた部屋が産部屋である。

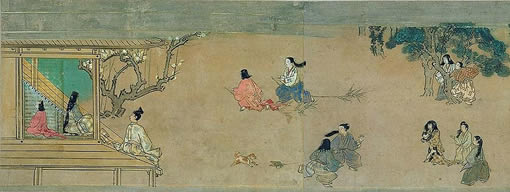
法然上人絵伝のうち巻一 第三段 幼時から聡明であった勢至丸（後の法然、画面左端）は、庭で遊びまわる少年たちとは対照的に、邸の西面の壁に向かって合掌している。

法然上人絵伝（ほうねんしょうにんえでん）は、浄土宗の開祖・法然の生涯を絵画化した作品をいい、絵巻や掛幅など種々の作品が作られている。京都・知恩院蔵の「法然上人行状絵図」が特に著名。

## 法然上人行状絵図
京都・知恩院に伝わる48巻本『法然上人行状絵図』は、鎌倉時代末期の作とされ、それまでの法然伝を集大成したものであり、法然・浄土宗・知恩院の三位一体の関係を明らかにしたものとして知られる。紙本着色。国宝。

## 画像

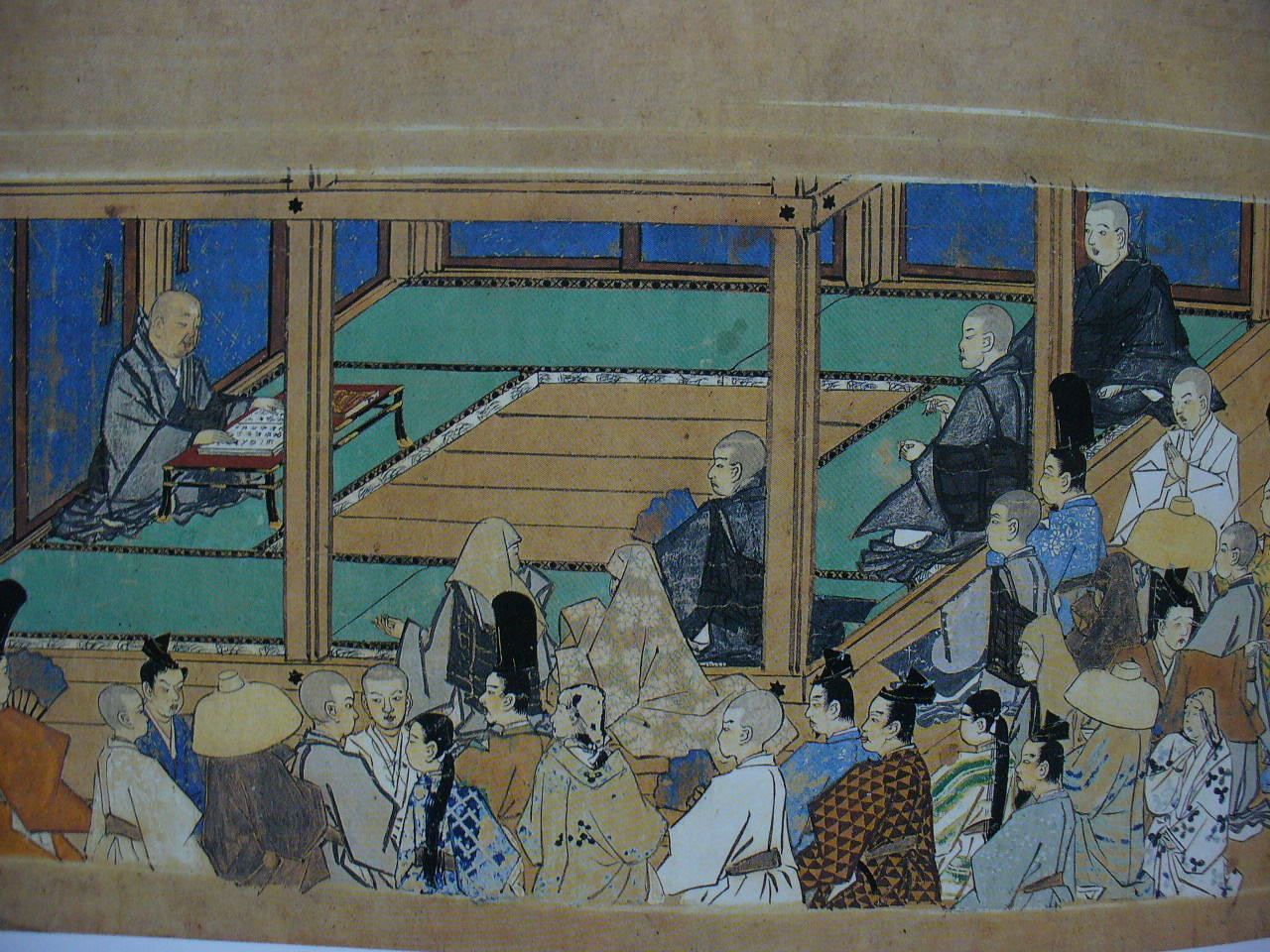
東山吉水での浄土開宗（第6巻第3段）
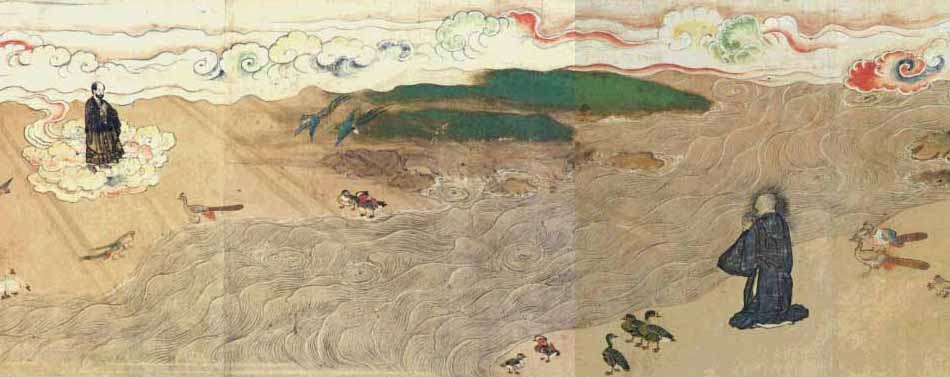
法然、夢で善導に会う（二祖対面）（第7巻第5段）
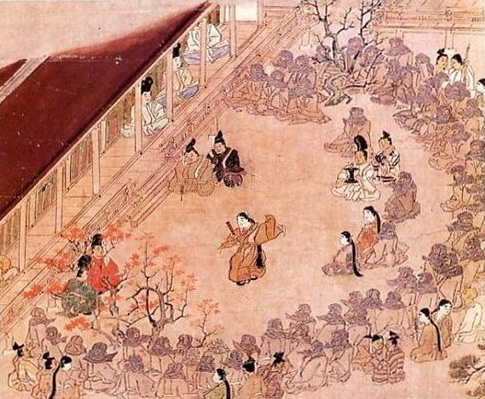
延年の舞（第9巻第6段）
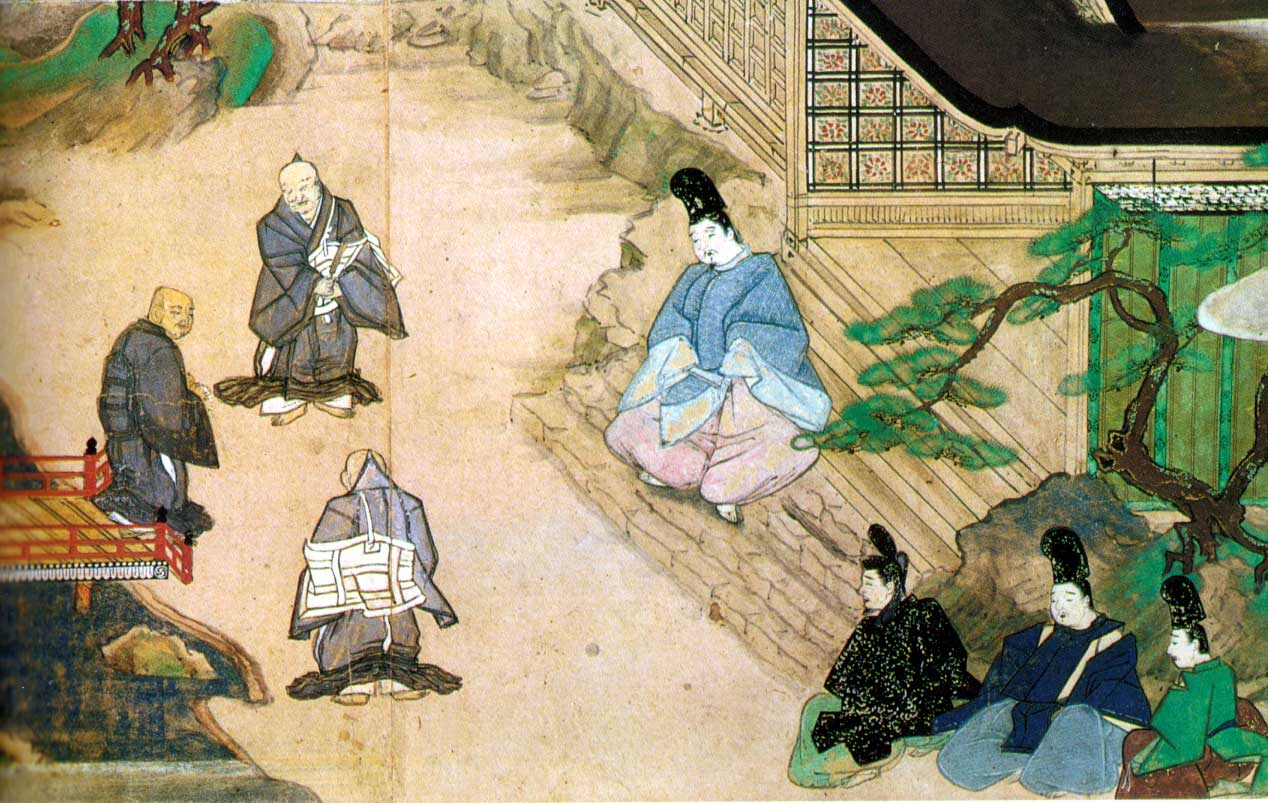
関白九条兼実が法然を出迎える（第11巻第3段）
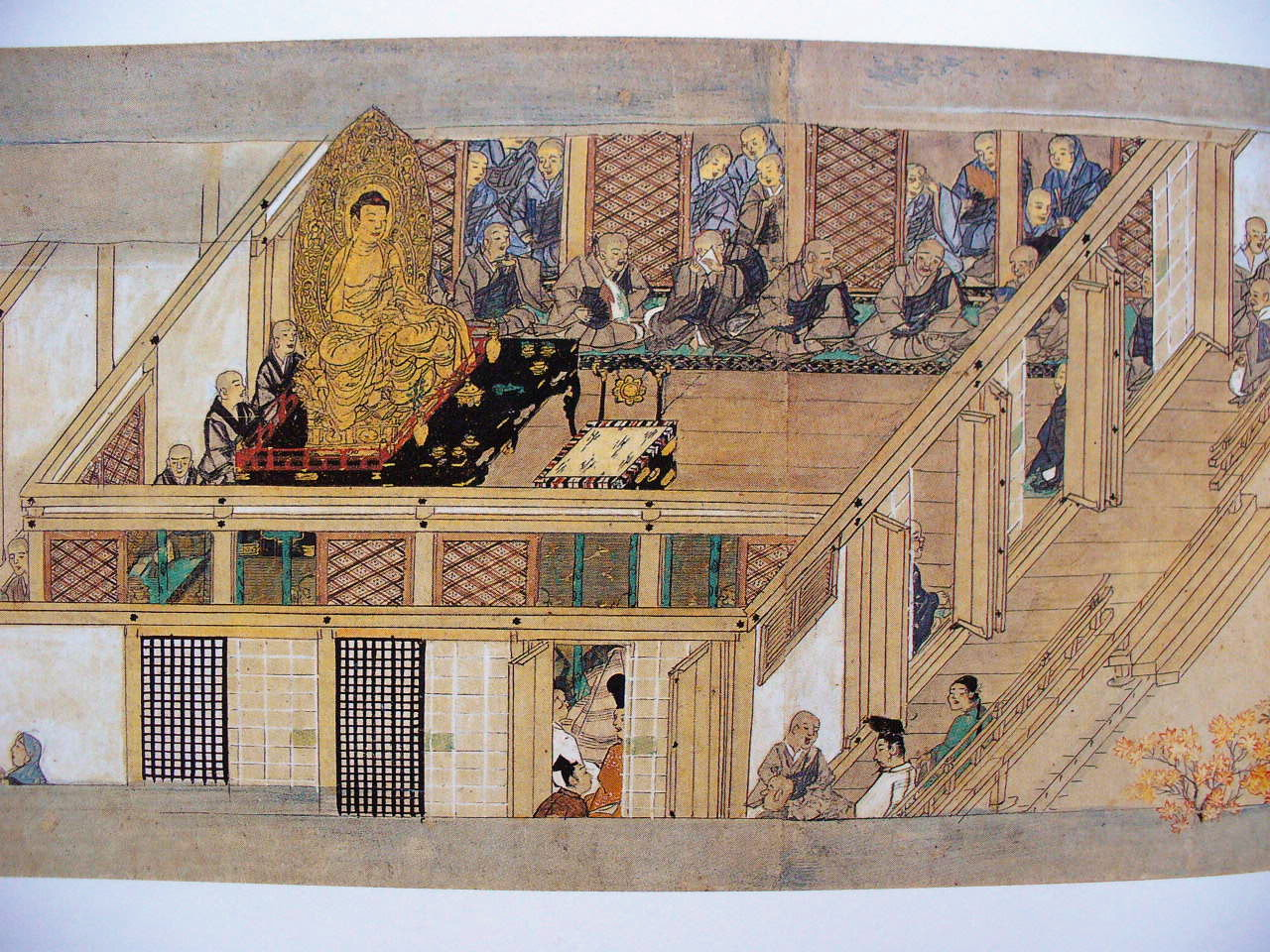
大原勝林院における顕真法印らとの法談（大原談義）（第14巻第2段）
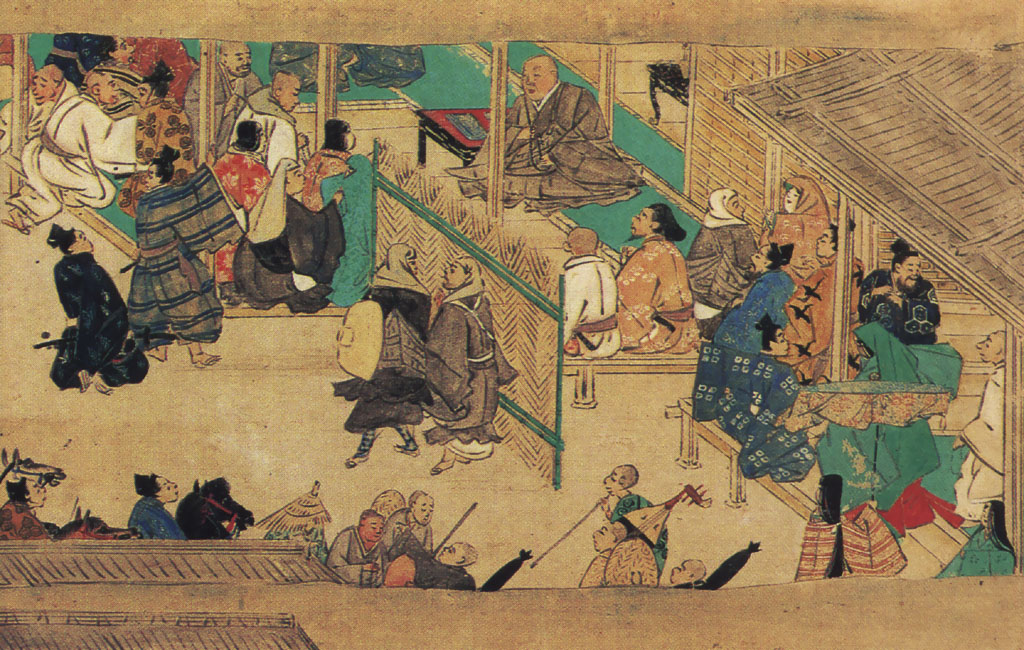
摂津経の島における教化（第34巻第3段）
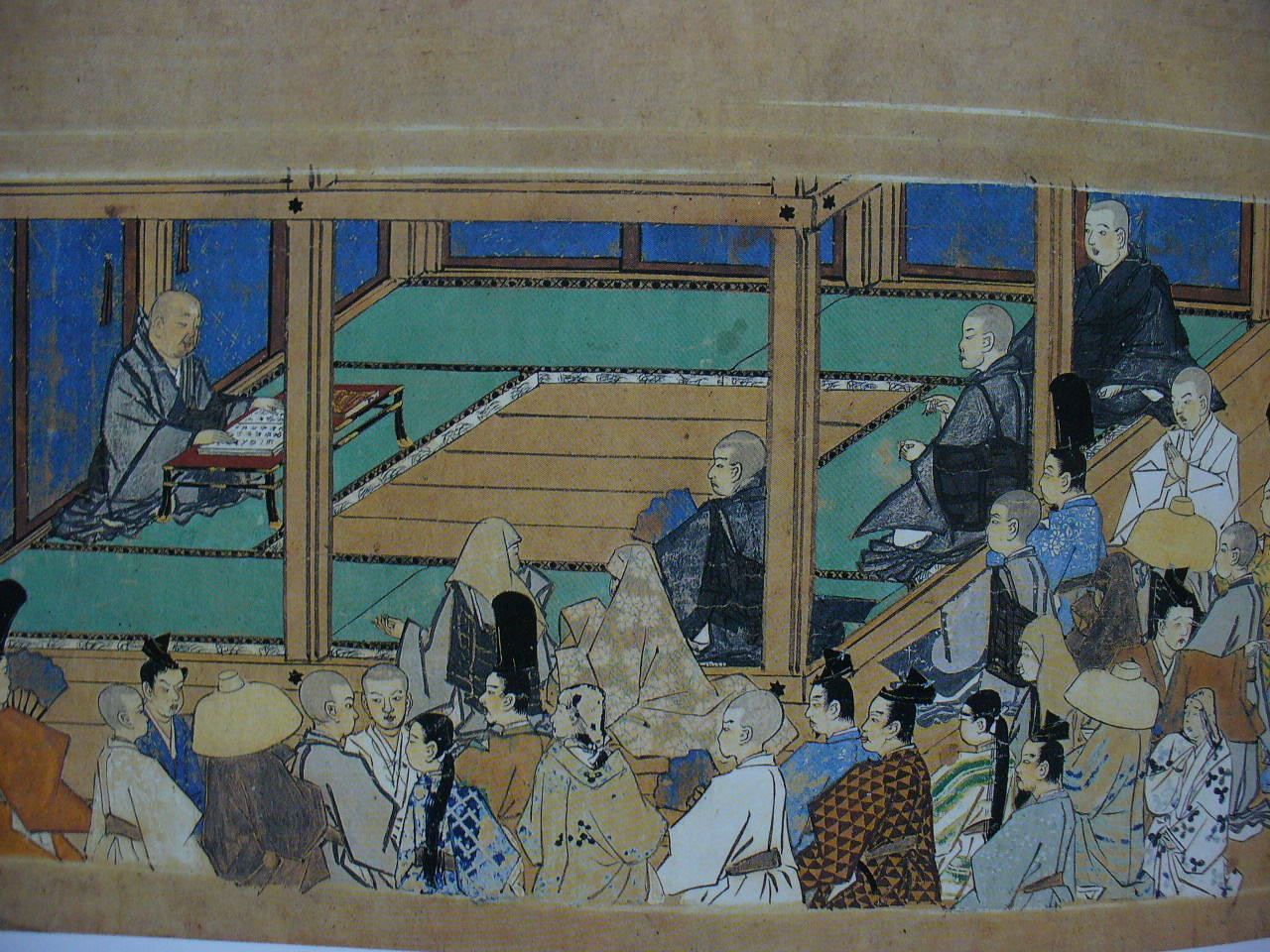
東山吉水での浄土開宗（第6巻第3段）
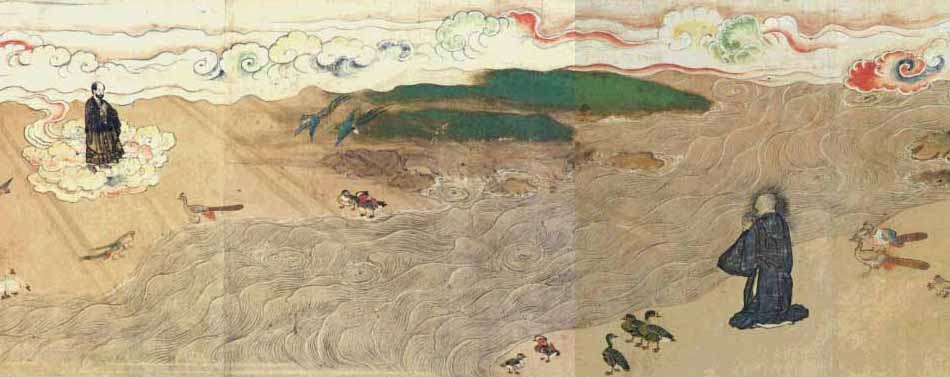
法然、夢で善導に会う（二祖対面）（第7巻第5段）
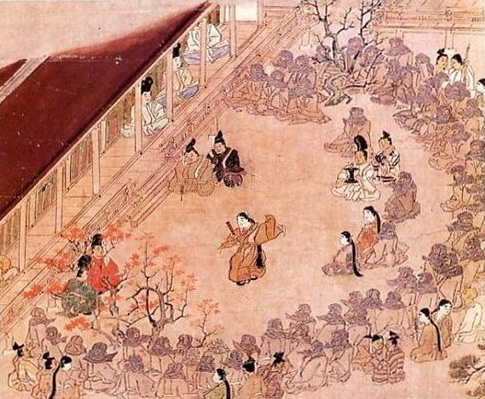
延年の舞（第9巻第6段）
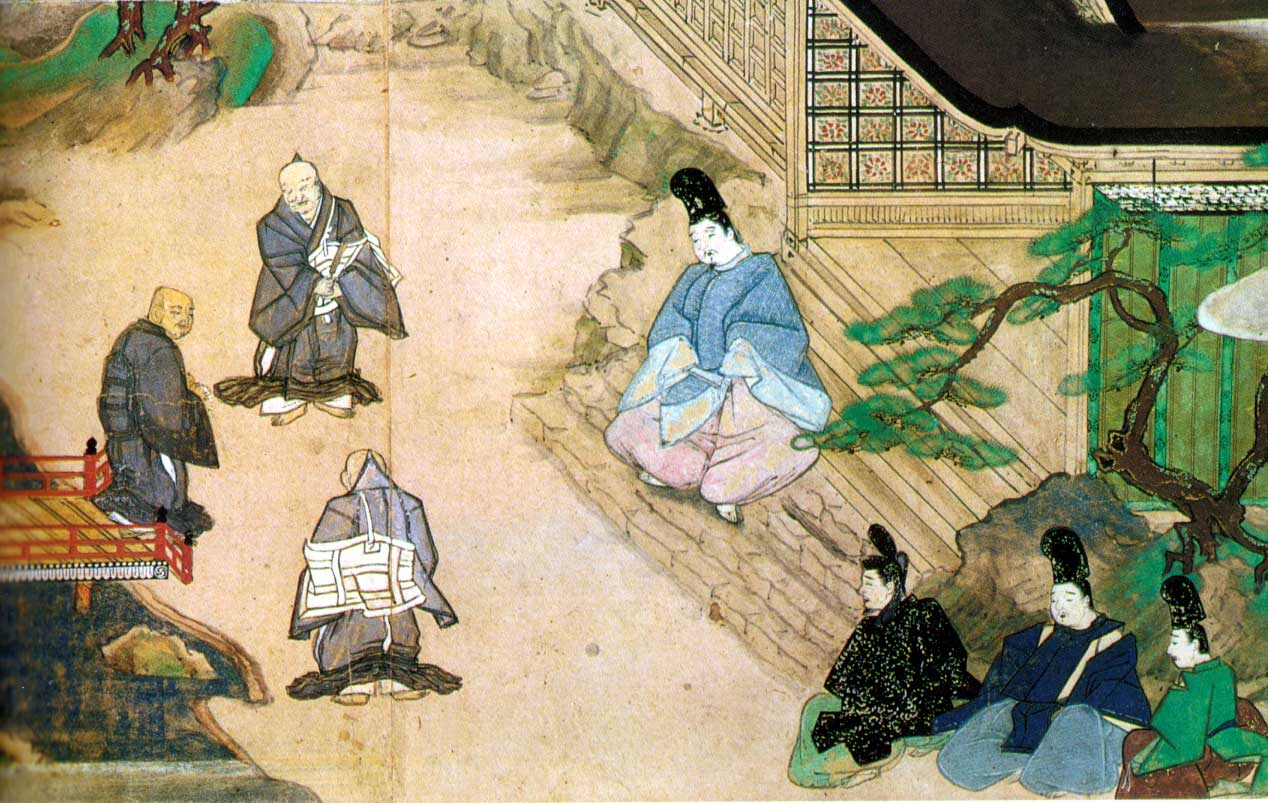
関白九条兼実が法然を出迎える（第11巻第3段）
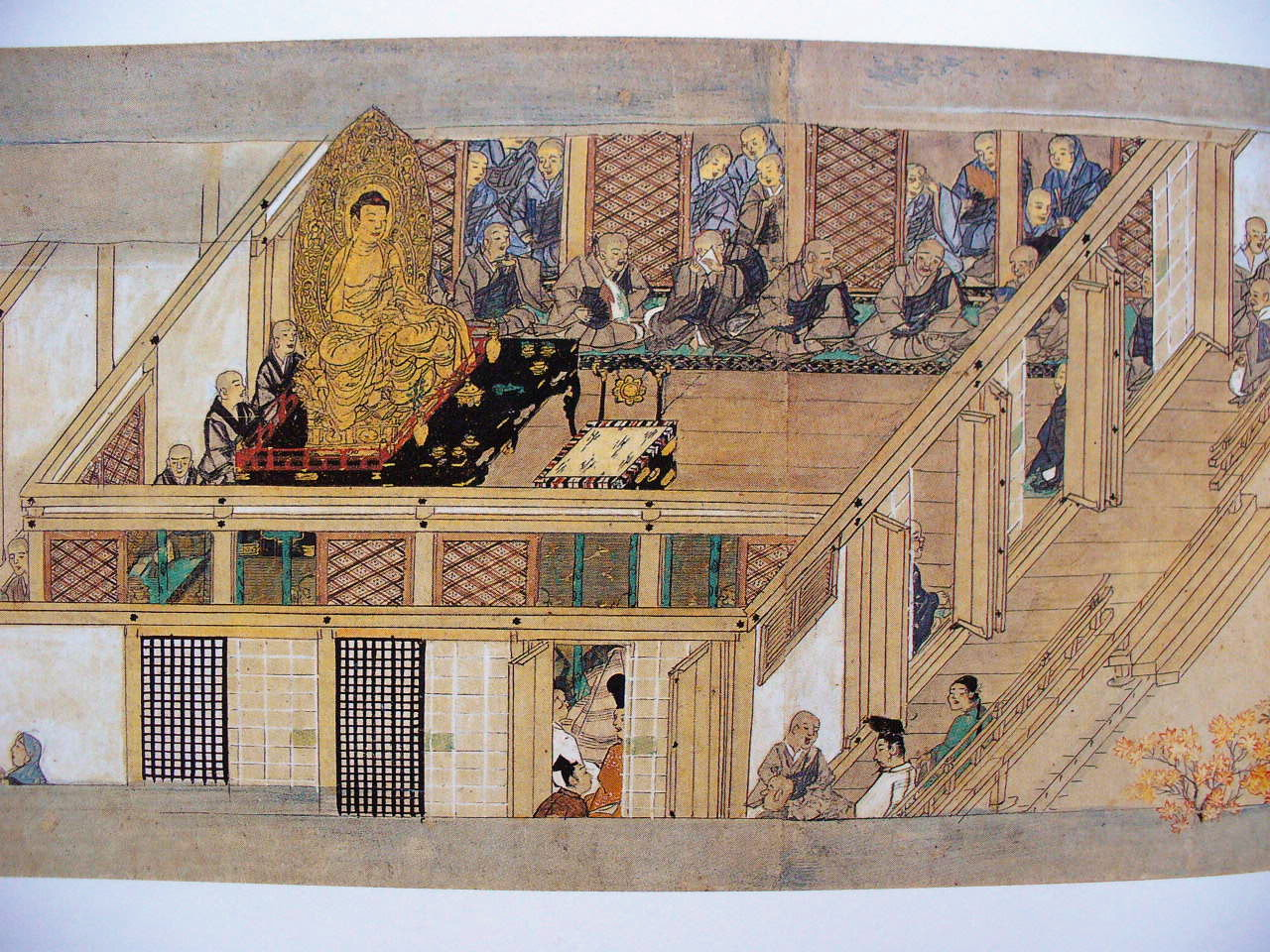
大原勝林院における顕真法印らとの法談（大原談義）（第14巻第2段）
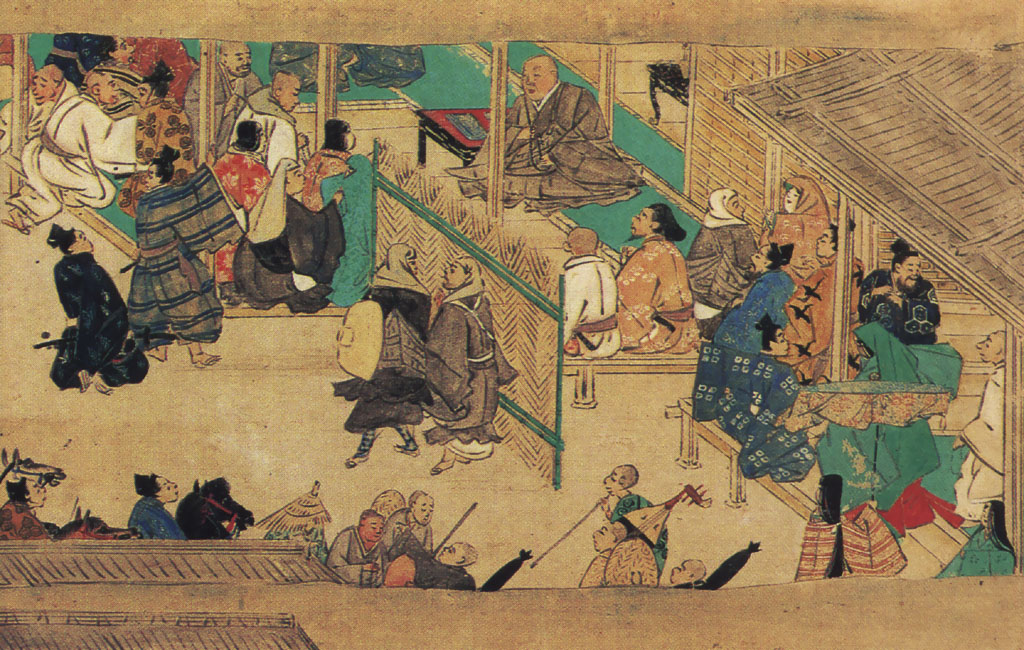
摂津経の島における教化（第34巻第3段）

## 参考資料
- 小松茂美編『続日本絵巻大成1～3 法然上人絵伝』（1981・中央公論社）